# Губарева Єлизавета Сергіївна
Єлизаве́та Сергіївна Гу́барева (нар. 16 червня 2004, Донецьк, Україна) — українська гімнастка. Чемпіонка Європи в командній першості. Заслужений Майстер спорту України.

## Біографія
Учениця Олімпійського коледжу імені Івана Піддубного.

## Спортивна кар'єра
До секції спортивної гімнастики в Донецьку, Україна, в 2010 році привела мама, Губарева Юлія, яка стала першим тренером Єлизавети.

#### 2019
На тестових змаганнях Європейських ігор здобула перемоги на колоді та вільних вправах, виборола срібну нагороду в багатоборстві та бронзову — в опорному стрибку.

#### 2020
Дебютувала в дорослій збірній України.
На дебютному чемпіонаті Європи, що проходив під час пандемії коронавірусу в Мерсіні, Туреччина, через хибно позитивний тест на КОВІД-19 юніорки Дар'ї Лиски збірна України була за крок до зняття зі змагань. Добу члени дорослої та юніорської збірної України перебували в готельних номерах, поки не отримали негативні результати другого тесту та допуск до змагань від організаторів. У фіналі командних змагань спільно з  Анастасією Бачинською, Ангеліною Радівіловою, Діаною Варінською та Анастасією Мотак уперше в історії України виграли команду першість. У фіналі вправи на різновисоких брусах продемонструвала сьомий результат.

## Результати на турнірах
| Рік                | Змагання                            | КБ | ІБ | Опорний стрибок | Різновисокі бруси | Колода | Вільні вправи |
| ------------------ | ----------------------------------- | -- | -- | --------------- | ----------------- | ------ | ------------- |
| Юніорські змагання |                                     |    |    |                 |                   |        |               |
| 2019               | Чемпіонат України, м. Кропивницький |    | 2  | 3               | 1                 | 2      | 2             |
| 2019               | Кубок Стелли Захарової              | 5  | 11 |                 |                   |        | 1             |
| 2019               | Тестові змагання Європейських ігор  |    | 2  | 3               | 6                 | 1      | 1             |
| 2019               | Чемпіонат світу                     | 13 | 52 |                 |                   |        |               |
| Дорослі змагання   |                                     |    |    |                 |                   |        |               |
| 2020               | Чемпіонат України, м. Кропивницький |    | 3  |                 | 6                 | 4      | 2             |
| 2020               | UKRAINE INTERNATIONAL CUP           | 2  |    |                 | 1                 |        | 2             |
| 2020               | Чемпіонат Європи                    | 1  | 36 |                 | 7                 |        |               |
| 2021               | Чемпіонат України. Кропивницький    |    | 2  |                 | 1                 | 3      |               |
| 2021               | Чемпіонат Європи                    |    | 41 |                 | 20                | 76     | 39            |
| 2021               | UKRAINE INTERNATIONAL CUP*          | 3  | 2  |                 | 1                 | 2      | 3             |
| 2021               | Кубок виклику у Каїрі               |    |    |                 | 8                 |        | 7             |
| 2021               | Кубок виклику в Копері              |    |    | 6               | 6                 | 11     | 18            |
| 2021               | Кубок виклику в Осієці              |    |    |                 | 9                 |        | 9             |
| 2021               | Кубок виклику в Мерсіні             |    |    |                 | 2                 | 8      |               |
| 2021               | Чемпіонат світу                     |    | 14 |                 | 23                | 20     | 26            |
| 2021               | Меморіал Артура Гандери             |    | 4  |                 |                   |        |               |
| 2021               | Кубок Швейцарії                     | 2  |    |                 |                   |        |               |
| 2022               | Чемпіонат Європи                    | 12 | 37 |                 | 33                | 58     | 74            |
| 2022               | Чемпіонат світу                     | 23 |    |                 | 57                |        |               |
| 2023               | Кубок світу в Котбусі               |    |    |                 | 5                 | 29     |               |
| 2023               | Кубок світу в Досі                  |    |    |                 | 4                 | 19     |               |
| 2023               | Кубок світу в Баку                  |    |    |                 | 17                | 6      |               |
| 2023               | Чемпіонат Європи                    | 16 |    |                 | 20                | 74     |               |
| 2023               | Кубок світу в Каїрі                 |    |    |                 | 4                 | 15     |               |
| 2023               | Чемпіонат світу                     |    |    |                 | 45                | 83     |               |
| 2024               | Кубок світу в Каїрі                 |    |    |                 | 17                | 9      |               |
| 2024               | Кубок світу в Котбусі               |    |    |                 | 19                | 14     |               |
| 2024               | Чемпіонат Європи                    | 12 | 24 |                 | 20                | 15     | 74            |
| 2024               | Кубок виклику у Варні               |    |    |                 | 2                 |        |               |
| 2024               | Кубок виклику в Копері              |    |    |                 | 3                 |        |               |
| 2024               | Чемпіонат України                   |    |    |                 | 1                 | 2      |               |

*змішані команди